# Pinguicula martinezii
Pinguicula martinezii är en tätörtsväxtart som beskrevs av Zamudio. Pinguicula martinezii ingår i släktet tätörter, och familjen tätörtsväxter. Inga underarter finns listade i Catalogue of Life.